# Rüfət Səfərov

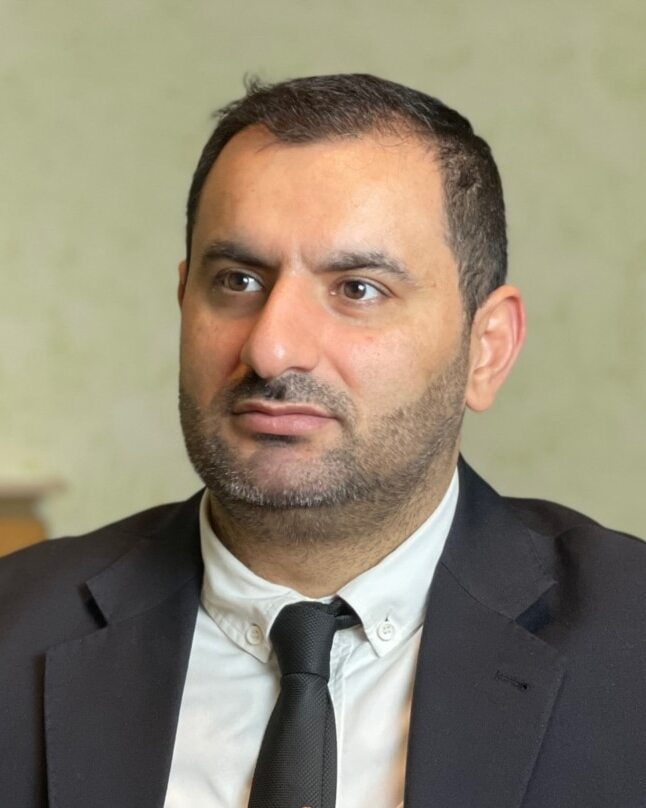
Rüfət Səfərov

Rüfət Səfərov (auch Rufat Safarow oder Rufat Safarov) ist ein aserbaidschanischer Menschenrechtsverteidiger, ehemaliger Staatsanwalt und Vorsitzender der 2020 gegründeten Menschenrechtsorganisation „Verteidigungslinie“.

## Leben
Səfərov war früher als Staatsanwalt tätig, verließ jedoch 2015 nach der Äußerung öffentlicher Kritik an den aserbaidschanischen Behörden seinen Posten. Im Jahr 2016 wurde er erstmals festgenommen und wegen Bestechungsvorwürfen zu neun Jahren Haft verurteilt. Er verbüßte einen Teil der Strafe, wurde jedoch 2019 im Rahmen einer Präsidialamnestie begnadigt und freigelassen. Nach seiner Entlassung setzte er sich weiterhin für Menschen- und Bürgerrechte ein und übernahm den Vorsitz der Menschenrechtsorganisation „Verteidigungslinie“. Im Dezember 2024 wurde Səfərov erneut inhaftiert, nachdem ihm Betrug und Rowdytum zur Last gelegt wurden, Vorwürfe, die sowohl von Angehörigen als auch von internationalen Beobachtern als unbegründet angesehen werden. Kurz vor seiner zweiten Festnahme erhielt er zur Entgegennahme eines Menschenrechtspreises ein Visum für die Vereinigten Staaten, was als möglicher Anlass für die erneuten staatlichen Repressalien gewertet wird.

## Wirken
Als Menschenrechtsverteidiger engagiert sich Səfərov insbesondere für politische Gefangene und setzt sich gegen die zunehmenden Einschränkungen der Zivilgesellschaft in Aserbaidschan ein. Die von ihm geleitete „Verteidigungslinie“ gehört zu den wenigen verbliebenen Menschenrechtsorganisationen des Landes, die trotz des harten staatlichen Vorgehens weiterhin aktiv sind. Internationale Beobachter, darunter westliche Regierungen, Amnesty International und der Europarat, kritisierten seine erneute Inhaftierung scharf, und werten sie als Versuch der Einschüchterung unabhängiger Stimmen und Unterbindung der Menschenrechtsarbeit im Land. Der Fall Səfərov gilt unter Diplomaten, internationalen Organisationen und Oppositionellen als weiteres Beispiel für die anhaltende staatliche Unterdrückung und Repression gegenüber Kritikern des aserbaidschanischen Regimes.